# Sharon Maguire
Sharon Maguire (28 de noviembre de 1960 - ) es una realizadora galesa, casada con el también director de cine Anand Tucker. Se hizo un nombre con su primera película, El Diario de Bridget Jones. La película está basada en el libro de su íntima amiga Helen Fielding y uno de los personajes principales -Shazzer- está basado en Maguire.
Maguire estudió literatura inglesa y drama en la Universidad de Aberystwyth, en Gales, de 1979-1983. Después de dejar Aberystwyth, hizo un curso de posgrado en periodismo, en la City University, en Londres y trabajó como investigadora del entonces director de The Media Show. En 1991, consiguió trabajo con la BBC como el productor/director de The Late Show. También hizo varios documentales -incluyendo Omnibus- antes de salir de la corporación para dedicarse a la publicidad. El Diario de Bridget Jones marcó el debut de Maguire como directora.
Otros proyectos que tiene en desarrollo incluyen Mail con la compañía Film Four, The Vicious Circle con Oxford Films y Mother's Boy, en la que también le han encargado escribir el guion para BBC Films. Incendiary, que fue escrita y será dirigida por Maguire, está también actualmente en producción.

## Filmografía
Documentales:
- The Thing is... Babies (1991)
- The Thing is... Hotels (1991)
- The Godfather (1993)
- In at Number Ten (1994)
- Yo Picasso (1994)
- Rumer Godden: An Indian Affair (1995)
- H. G. Wells: Bromley Boy (1996)
- H. G. Wells: The Panther and the Jaguar (1996)
- Dame Henrietta's Dream (1997)

Películas:
- El diario de Bridget Jones (2001)
- Incendiary (2008)
- Call Me Crazy: A Five Film (2013)
- Bridget Jones's Baby (2016)
- Amadrinadas (2020)